# Punk TV (альбом)
Punk TV — дебютный студийный альбом российской электро-рок-группы Punk TV
выпущенный в июне 2005 года диджеем Андреем Паниным на его лейбле Alley P.M. (Москва) и переизданный осенью 2006 года в США нью-йоркским лейблом AeroCCCP Recordings.
Альбом, составленный на 80 % из инструментальных композиций на стыке Lo-Fi, краут-рока и брэйкбита, половина из которых была записана и сведена в домашних условиях, получил восторженную прессу по обе стороны Атлантики.

## История создания
Альбом был собран из композиций, записанного на трех, не связанных друг с другом, студийных сессиях и включал в себя абсолютно весь материал, имевшийся у группы на тот момент. Сперва, в декабре 2003 года, лидер Hot Zex Владимир Комаров услышал домашнее инструментальное демо Кельмана (ранее так же игравшего в Hot Zex), под названием «Snowboy» и предложил доработать его в профессиональной студии. Буквально на следующий день Комаров наложил партии вокала, гитары и бас-гитары и смикшировал запись. Через несколько месяцев песня «Snowboy» была издана на CD-сборнике «Alley P.M. Vol. 01» и произвела эффект разорвавшейся бомбы. Punk TV стали настойчиво приглашать на различные фестивали, группа усилилась барабанщиком Hot Zex Константином Никоновым и успешно дебютировала в июле 2004 года на международном фестивале Sunvibes.
Спустя 9 месяцев в арсенале Punk TV оказались ещё 3 записанных композиции: «When Mikki Mouse Sleeps», «Zoomer Goodnight» и «Plunk». Барабаны были записаны на репетиционной студии новосибирских друзей из группы «Nuclear Losь». Запись гитар (на прямую через миксшерский пульт) и сведение прошло в домашней студии Алексея Маслова. Саунд-продюсером этих трех треков вновь вступил Комаров (впоследствии эту роль Punk TV выполняли чаще коллективно). Вскоре Комаров передал 4-х трековое демо ассистенту Джона Пила и Стива Ламака Хермету Чадха. В январе 2005 в эфир BBC Radio 1 попали композиции «Snowboy» и «Zoomer Goodnight». Сразу несколько российских лейблов предложили Punk TV выпустить дебютный альбом, который ещё не был записан. Группа остановила свой выбор на небольшом, но уже знакомом лейбле Alley P.M., гарантировавшем Punk TV полную свободу творчества. В мае 2005 были записан остальной материал альбома, причем инструментальный трек «A.E.R.O.» был добавлен в самый последний момент, что бы довести количество композиций до 10 (ради экономии студийного времени, группа отказалась от записи живых барабанов).
Альбом, выпущенный летом 2005, по началу остался незамеченным широкой публикой. Первая рецензия в центральной прессе появилась лишь спустя полгода (декабрьский номер Rolling Stone Россия) после релиза. Однако, в новом 2006-м году, судьба группы стала стремительно меняться: о Punk TV заговорили уже не только «продвинутые меломаны», летом 2006 музыканты подписали контракт со столичной продюсерской компанией Saundhunters, перебрались в Москву, а дебютный альбом был переиздан в США на лейбле AeroCCCP в альтернативном оформлении, но с тем же трек листом.

## Оценка прессы
Дебютный альбом Punk TV — захватывающее путешествие по волнам изобретательного и умного инди-рока, которое, начинаясь в тихой гавани брит-попового трека «Day By Day», проносится через десяток самых неожиданных гитарно-семплерных приключений, заканчиваясь на вполне электронной композиции «Night By Night». Вокал, как правило, отсутствует, а центральная вещь именуется «Пока Микки-Маус спит». Ключевыми словами здесь для описания эффекта музыки Punk TV будут «драйвово», «круто» и «свежо».— Дмитрий Вебер, Rolling Stone Россия, Декабрь 2005

Excellent album from a trio of Siberians who mix driving, droning guitars with thick buzzing electronics. It has a touch of New Order and Ratatat to it, a bit of breakbeat and a dark Flaming Lips-like beauty that seems to be found only in places not on the musical map. Cool.— Tim Mohr, Playboy Magazine US, Dec 2006

Alex Kelman, Volodya Komarov and Kostya Nikonov are the Siberian trio behind Punk TV, carving out a niche for themselves with a set that is sure to extend their appeal well beyond native Russia. Opening with the atmospheric, propulsive «Day by Day», this disc would be perfect accompaniment for a spy movie, with its trick-start beginnings («Amsterdam»), tick tock rhythms coupled with floaty drones («Zoomer Goodnight») and plenty of disco guitars for those spies' nights off. They’ll probably even get the girl at the end. Romantic avant-garde indie new-wave poptronica? Yes, please.— Kristi Kates, Remix Magazine, Feb 2007

An electronics whiz, a bassist, and a drummer, all from Siberia, open up theie debut album with a cute, curvy indie-pop tune about being on tour — but quickly they unveil a surprisinf array of dance beats, expert pacing, killer sonic kicks, and a rich atmospherics. Invoking vintage European film soundtracks, American rock classics, and 90s U.K. pop, the album is exhilaratingly integrated, avoiding the usual gauche misalliances of rock, disco, and techno.— James Hunter, Spin Magazine, April 2007

## Список композиций
Все композиции написаны: музыка Punk TV/слова Владимир Комаров
1. «Day By Day» — 04:47
2. «FM Sugar» — 04:50
3. «Snowboy» — 03:56
4. «Amsterdam» — 04:28
5. «When Mikki Mouse Sleeps» — 03:20
6. «Zoomer Goodnight» — 04:51
7. «Rockmachina» — 04:41
8. «Plunk» — 03:58
9. «A.E.R.O.» — 05:13
10. «Night By Night» — 05:42

## Участники записи
- Алекс Кельман — программирование, microKORG
- Владимир Комаров — вокал, бас, гитара, синтезатор, губная гармоника, бансури
- Константин Никонов — ударные, оформление обложки и дизайн буклета

Приглашенные музыканты
- Мария Шумилова — бэк-вокал в песнях «Day By Day», «FM Sugar», «Rockmachina»
- Михаил Гринин — гитара в песне «FM Sugar»

Работники студии
- Алексей Маслов — запись звука и микширование
- Алексей Савитский — запись звука и микширование